# Bałchasz (miasto)
Bałchasz (kaz. Балқаш, ros. Балхаш), do 1936 Bertys – miasto w Kazachstanie, w obwodzie karagandyjskim, przystań nad jeziorem Bałchasz. 72 750 mieszkańców (2021). 
Miasto założone w roku 1928.

## Gospodarka
Znaczny ośrodek hutnictwa miedzi, przemysł chemiczny, spożywczy. W pobliżu wydobycie rud miedzi i molibdenu. Razem z miejscowościami Toranggyłyk i Czubar-Tiubek tworzy Bałchaską strefy turystycznej. W 2019 roku samo miasto odwiedziło 42,5 tys. turystów.
Stacje kolejowe Bałchasz 1 i Bałchasz 2 na trasie Nowego Jedwabnego Szlaku, port lotniczy.